# Сілікуа
Сілікуа (італ. Siliqua) — муніципалітет в Італії, у регіоні Сардинія,  провінція Кальярі.
Сілікуа розташована на відстані близько 430 км на південний захід від Рима, 28 км на захід від Кальярі.
Населення — 3913 осіб (2014).

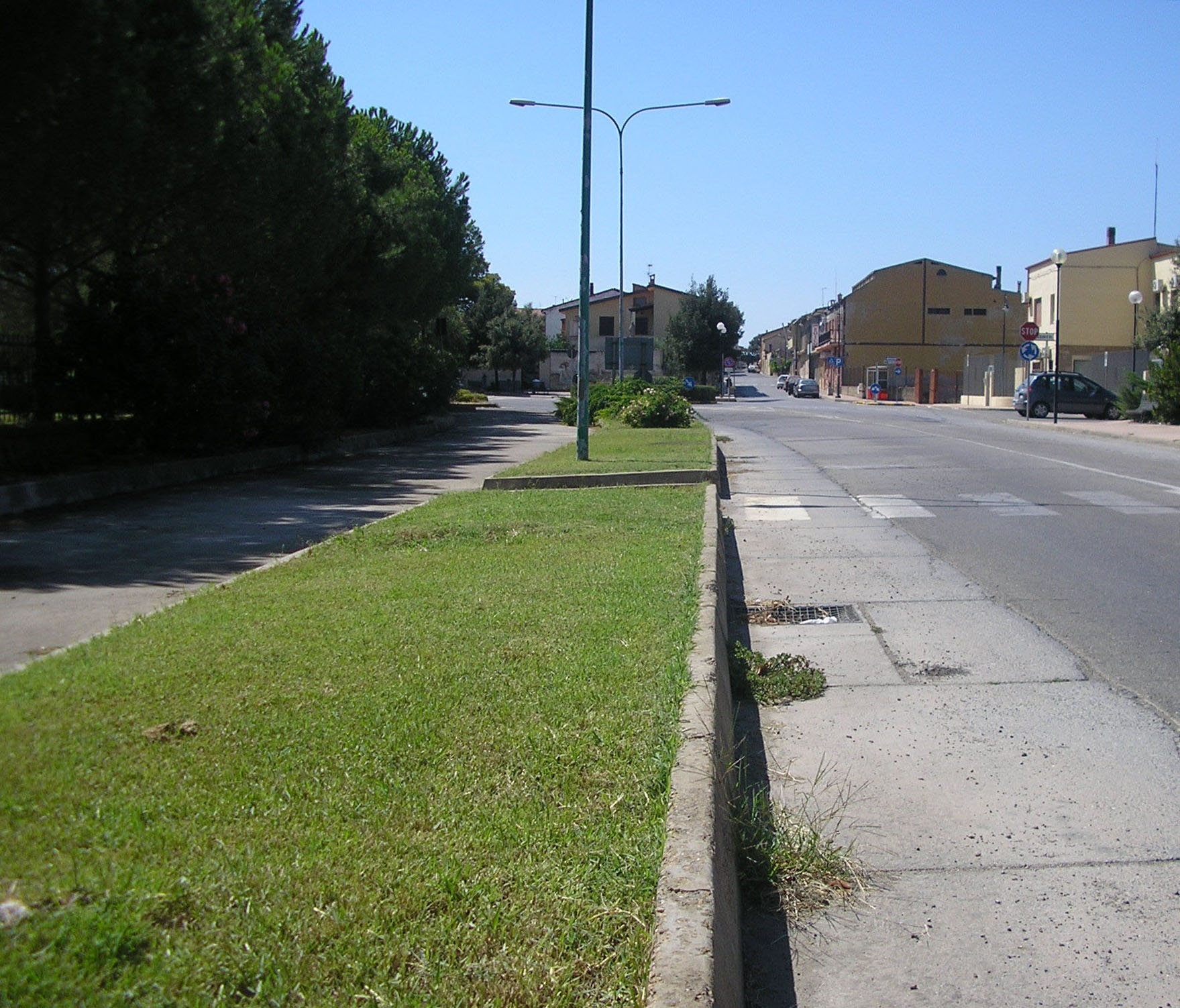

Щорічний фестиваль відбувається 23 квітня. Покровитель — святий Юрій.

## Демографія
Населення за роками:

Станом на 1 січня 2023 року в муніципалітеті офіційно проживали 64 іноземці з 20 країн, серед них 24 громадяни країн Євросоюзу та 1 громадянин України.

## Сусідні муніципалітети
- Ассеміні
- Дечимоманну
- Дечимопутцу
- Іглезіас
- Музеї
- Наркао
- Нуїс
- Ута
- Валлермоза
- Вілламассарджа
- Вілласпечоза